# ماریا اوهورتسوا
ماریا اوهورتسوا (اوکراینی: Марія Огурцова؛ زادهٔ ۴ ژانویهٔ ۱۹۸۳) ورزشکار ورزش شنا اهل اوکراین است.